# Stoy, Illinois
Stoy là một làng thuộc quận Crawford, tiểu bang Illinois, Hoa Kỳ. Năm 2010, dân số của làng này là 104 người.

## Dân số
Dân số qua các năm:
- Năm 2000: 119 người.
- Năm 2010: 104 người.